# Моторный торпедный катер MAS
Motoscafo Armato Silurante (рус. моторный торпедный катер), сокращенно MAS – небольшой, оснащенный торпедами быстроходный катер. Его использовали в боевых действиях Королевские военно-морские силы Италии в период Первой и Второй мировой войны.
Аббревиатура MAS первоначально расшифровывалась как Motobarca Armata SVAN (рус. вооруженный катер SVAN). SVAN, в свою очередь, означало Società Veneziana Automobili Navali, изготовителя первых катеров данного типа. Во время Первой мировой войны итальянский флот широко использовал MAS в военных целях. К концу войны на флоте насчитывалось 244 катера. По своей конструкции катера MAS были похожи на гражданские. Оборудованные надежными бензиновыми двигателями, они использовались для защиты от подводных лодок, а также для совершения дерзких атак на корабли военно-морских сил Австро-Венгрии. Строительство катеров MAS продолжалось и во время Второй мировой войны, а именно до 1941 г. В эксплуатации катера находились до 1943 г.

### Конструкция
Разработка катеров MAS началась ещё до начала Первой мировой войны. Первоначально они представляли собой катера, масса которых не превышала более 10 тонн. MAS были оснащены двумя торпедами (без торпедных аппаратов), а также одним или несколькими пулеметами. Экипаж, в свою очередь, состоял примерно из семи-восьми человек. Со временем размеры катеров при строительстве увеличивали, в частности, с целью повышения их мореходных качеств и дальности плавания.
Построенные в последний год Первой мировой войны моторные торпедные катера Baglietto 12t достигали 16 м в длину и 2,66 м в ширину, имели осадку 1,1 м и водоизмещение 13,4 тонны. Благодаря двум двигателям суммарной мощностью 480 л.с. и двум гребным винтам, они были способны развивать скорость 26 узлов. Запас топлива в размере 1,25 тонны обеспечивал дальность плавания 230 морских миль при крейсерской скорости 16 узлов. Помимо двух 45-см торпед, катера были вооружены 5,7-см пушкой и 6,6-мм пулеметом. Наряду с этим, они обеспечивали транспортировку до десяти морских мин для выполнения задач по их установке. Экипаж, в свою очередь, состоял из восьми человек.
После окончания Первой мировой войны техническое развитие MAS было сосредоточено прежде всего на двигателях, в то время как базовая конструкция оставалась практически неизменной. Разработанный на верфи Cantieri Navali Baglietto в городе Варацце в 1931 г. катер типа Baglietto 1931 обладал устойчивостью, отличными мореходными качествами и высокой маневренностью. Два бензиновых двигателя Fiat мощностью 750 л.с., а также два гребных винта позволяли развить максимальную скорость 45 узлов во время проведения испытаний в условиях спокойной воды. Длина катера составляла 16 м, ширина - 3,95 м, осадка - 1,3 м, водоизмещение - 15,9 тонны. Официальная максимальная скорость всех построенных катеров составляла 41 узел. С запасом топлива в одну тонну они были способны пройти 200 морских миль со скоростью 40 узлов. В качестве вооружения использовались две 45-см торпеды и две 6,5-см пушки. Экипаж насчитывал семь человек..